# Kilianus
De heilige Kilianus of Kiliaan (Iers: Cillian; Mullagh, County Cavan (Ierland), c. 640 – Würzburg, 8 juli 689) was een Ierse missionaris-bisschop en de apostel van Franken (nu het noordelijke deel van Beieren), waar hij zijn werk begon tot het einde van de 7e eeuw.
Zijn feestdag is op 8 juli samen met Colmán en Totnan(us).
- Biblioteca Nacional de España: XX5256127
- Bibliothèque nationale de France: cb12152440g (data)
- Gemeinsame Normdatei: 11856207X
- International Standard Name Identifier: 0000 0000 5914 5758
- Library of Congress Control Number: n85069620
- Système universitaire de documentation: 121648222
- Virtual International Authority File: 48190681
- WorldCat: E39PBJcwFkc888xd77fc68Kcfq